# Grand-Bourg
Grand-Bourg, (también denominada Grand-Bourg de Marie-Galante y llamadas en criollo Gwanbou y Gwanbou Marigalant respectivamente), es una comuna francesa situada en el departamento de Guadalupe, de la región de Guadalupe. 
El gentilicio francés de sus habitantes es Grand Bourgeois y Grand Bourgeoises.

## Situación
La comuna está situada en el suroeste de la isla guadalupana de Marie-Galante.

## Barrios y/o aldeas
Ballet, Les Basses, Beauregard, Beaurenom, Bonnet, Bonneval, Bouquincant, Ducos, Durocher, Faup, Gay, Grande-Anse, Joubert, Lachapelle, Lami, Lépine, Mons-Repos, Moringlanne, Morne-Rouge, Pichelin, Pirogue, Port-Louis, Quatrième-Portel, Rabi, Roussel, Saint-Marc, Siblet, Thibault y Vanniers.

## Demografía
| Gráfica de evolución demográfica de Grand-Bourg entre 1961 y 2013 |
|                                                                   |

Fuente: Insee

## Comunas limítrofes
| Noroeste: Mar Caribe | Norte: Saint-Louis | Noreste: Saint-Louis              |
| Oeste: Mar Caribe    |                    | Este: Capesterre-de-Marie-Galante |
| Suroeste Mar Caribe  | Sur: Mar Caribe    | Sureste: Mar Caribe               |